# Алтай Ефендієв
Алтай Ефендієв (21 лютого 1958) — азербайджанський дипломат. Надзвичайний і Повноважний Посол Азербайджану в Іспанії. Генеральний секретар Організації за демократію і економічний розвиток — ГУАМ (з 2016).

## Життєпис
Закінчив Інститут міжнародних відносин Київського національного університету імені Тараса Шевченка, аспірантуру Інституту сходознавства в Москві. Навчався в Нідерландському інституті міжнародних відносин «Клінгендель», Гаага, Нідерланди; MBA, Бізнес школа ім. Дж. Каса, Університет Сіті, Лондон, Велика Британія; Програма «Головні керуючі кадри в уряді», Урядова школа JFK, Гарвардський університет, США. Володіє мовами: азербайджанською/турецькою, російською, англійською, французькою, іспанською.
У 1980—1992 рр. — науковий співробітник Інституту сходознавства Академії наук, Баку, Азербайджанська Республіка.
У 1992—1993 рр. — другий секретар / перший секретар Департаменту міжнародних економічних відносин Міністерства закордонних справ Азербайджанської Республіки;
У 1993—1994 рр. — глава Відділу двостороннього економічного співробітництва Міністерства закордонних справ Азербайджанської Республіки;
У 1994—1997 рр. — перший секретар з питань економіки, Посольство Азербайджанської Республіки в Лондоні, Велика Британія;
У 1997—2000 рр. — економічний радник Посольства Азербайджанської Республіки в Лондоні, Велика Британія;
У 2000—2004 рр. — глава Департаменту економічного співробітництва і розвитку Міністерства закордонних справ, економічний радник міністра закордонних справ;
У 2004—2009 рр. — заступник Генерального секретаря Постійного міжнародного секретаріату Організації чорноморського економічного співробітництва;
У 2009—2010 рр. — глава Департаменту економічного співробітництва і розвитку Міністерства закордонних справ Азербайджанської Республіки;
У 2010—2015 рр. — Надзвичайний і Повноважний Посол Азербайджанської Республіки в Королівстві Іспанії та Князівстві Андорра;
З 1 січня 2016 року — Генеральний секретар Організації за демократію і економічний розвиток — ГУАМ, Київ;
Викладає міжнародних економічних відносин в Бакинському державному університеті, Західному університеті (Баку) та інших приватних установах, а також на курсах головних керуючих кадрів.
23 серпня 2021 представляв ГУАМ на Кримській платформі.

## Інша діяльність
- Співголова Підкомітету з питань торгівлі та економіки щодо реалізації Угоди про партнерство та співробітництво між Азербайджанською Республікою та ЄС;
- член азербайджано-британської ради з торгівлі і промисловості;
- член Консультативної ради Конфедерації підприємців Азербайджанської Республіки;
- член Ради директорів Міжнародного центру по Чорноморським досліджень (Афіни, Греція);
- голова делегації Азербайджанської Республіки на Монтерейському саміті з фінансового розвитку;
- заступник голови національної делегації на Всесвітній зустрічі на вищому рівні зі сталого розвитку 2002 року, Йоганнесбург, ПАР;
- заступник голови національної делегації на Всесвітньому саміті з водних ресурсів 2003 року, Кіото, Японія.

## Автор праць
Автор понад 20 статей в сфері економіки країн, що розвиваються, міжнародних відносин, а також економічного розвитку Азербайджанської Республіки.